# Walking After You
Walking After You – singel amerykańskiego zespołu rockowego Foo Fighters. Początkowo utwór pojawił się na albumie The Colour and the Shape, jednak jako singel została wydana ponownie nagrana wersja umieszczona na ścieżce dźwiękowej do filmu Z archiwum X: Pokonać przyszłość. Utwór jest dostępny do ściągnięcia w muzycznej grze komputerowej Rock Band.

## Lista utworów
1. „Walking After You” (edited single mix)
2. „Beacon Light” (wykonywany przez zespół Ween)

## Listy przebojów
| Lista przebojów (1998) | Pozycja |
| ---------------------- | ------- |
| RIANZ                  | 48      |
| Modern Rock Tracks     | 12      |